# Acantholycosa spinembolus
Acantholycosa spinembolus Marusik, Azarkina & Koponen, 2004 è un ragno appartenente alla famiglia Lycosidae.

## Etimologia
Il nome della specie è composto dall'aggettivo latino spinosus, -a, -um, cioè spinoso, a forma di spina e da embolus, che è un organello di varia forma dei ragni e qui sta ad indicarne la forma spinosa.

## Caratteristiche
L'olotipo maschile rinvenuto ha lunghezza totale è di 7,00-7,50mm; la lunghezza del cefalotorace è di 3,55mm; e la larghezza è di 2,85mm.

## Distribuzione
La specie è stata reperita nella Russia centrale: l'olotipo maschile è stato rinvenuto nei pressi del fiume Bannaya, a circa 1300-1600 metri di altitudine, nei monti Kholzun, nella sezione russa dei Monti Altaj.

## Tassonomia
Appartiene al mordkovitchi-group, le cui caratteristiche peculiari sono: una consistente apofisi terminale troncata alla punta e un'apofisi tegolare con la parte terminale estesa retrolateralmente.
Al 2016 non sono note sottospecie e dal 2004 non sono stati esaminati nuovi esemplari.